# Alfredo Santino Lutri
Alfredo Santino Lutri (Trebisacce, 1º novembre 1918 – Pokrowskoje, 11 agosto 1941) è stato un militare italiano e bersagliere, insignito della Medaglia d'oro al valor militare per un gesto eroico compiuto durante la seconda guerra mondiale.

## La vita
Alfredo Lutri nacque a Trebisacce, in provincia di Cosenza, nel 1918, da Antonio Lutri e Maria Giuseppa Costa, terzogenito di cinque figli. Frequentò le scuole a Trebisacce. Da ragazzo era appassionato di musica e di moto.
Nel 1939 fu chiamato alle armi. Fu arruolato presso l'11º Reggimento bersaglieri Gradisca d'Isonzo. Durante la Seconda guerra mondiale, nel 1941 fu inserito nel CSIR, Corpo di Spedizione Italiano in Russia, quando l'Italia, con le divisioni Pasubio, Torino e Celere, partecipò a fianco dell'alleata Germania all'Operazione Barbarossa. Durante la guerra in Russia, al giovane bersagliere Alfredo Santino Lutri, venne affidata la famosa Moto Guzzi, con la quale i militari svolgevano funzioni di perlustrazione del territorio.

## Il sacrificio
In data 11 agosto 1941, nel territorio di Pokrowskoje (Russia), nel corso di una ricognizione della pattuglia di motociclisti, avvenne un conflitto a fuoco tra i militari italiani e quelli russi. Mentre guidava la sua amata moto Guzzi, biposto, fu ferito mortalmente insieme al suo concittadino e compagno di sella, Germano Narduzzi. Il Bersagliere Lutri reagì eroicamente. Benché sanguinante e coi proiettili in petto, Lutri riuscì a portare in salvo il suo compagno e ad allertare tutta la Compagnia sul pericolo incombente per la presenza di militari russi, in agguato. Con straordinario senso di generosità e umanità, indicò ai medici le ferite del compagno e supplicò di curare prioritariamente il proprio commilitone. Dopo qualche minuto, però, spirò. Aveva 23 anni.
Le sue spoglie riposarono per 60 anni in Ucraina, nel cimitero campale di Pervormajsk, vicino al luogo dove perse la vita. Gesto militare e atto di altruismo furono i motivi alla base dell'onorificenza e della decisione di assegnargli la medaglia d’oro al valore militare.
Le sue spoglie tornarono a Trebisacce il 6 febbraio 2001, dopo 60 anni.

## Memoria
Le autorità comunali di Trebisacce hanno intitolato ad Alfredo Lutri il corso principale della città e il campo sportivo (lungomare est).
Dal 2001 la memoria è stata tenuta viva grazie alle ricerche d'archivio e alle attività culturali proposte dal Prof. De Vita e dal suo gruppo di lavoro. Importante il suo testo storico-letterario e lo spettacolo teatrale, dal titolo "Alfredo Lutri. Storia di un giovane eroe." (regia di Giuseppe Franco), messo in scena il 29 maggio 2003, a Trebisacce, dai giovani dell'Associazione culturale e Compagnia Teatrale L'Albero della Memoria e dagli alunni IPSIA di Trebisacce.
Il 4 novembre 2011 è stato inaugurato il monumento e la villa comunale alla memoria dell'eroe trebisaccese.